# Xã White, Quận Ashley, Arkansas
Xã White (tiếng Anh: White Township) là một xã thuộc quận Ashley, tiểu bang Arkansas, Hoa Kỳ. Năm 2010, dân số của xã này là 897 người.